# Hôtel de ville du Raincy
L'hôtel de ville du Raincy est le principal bâtiment administratif de cette commune de la Seine-Saint-Denis dans la région Île-de-France. Il est situé avenue de la Résistance.

## Historique
Durant la Première Guerre mondiale, le général Maunoury y établit son quartier général.

## Description
Le bâtiment de deux étages, construit en 1911, porte une façade comportant cinq fenêtres. Surélevé, il est accessible par un escalier extérieur. Une haute tourelle de toit s'élève au-dessus de l'axe central et est couronnée par une mince lanterne. En-dessous, se trouve une horloge dans un pignon triangulaire.